# تاماش کواچ (ورزشکار)
تاماش کواچ (انگلیسی: Tamás Kovács؛ زادهٔ ۲۰ مارس ۱۹۴۳) ورزشکار شمشیربازی اهل مجارستان است.
وی در مسابقات کشوری و بین‌المللی در مجموع برندهٔ ۲ مدال برنز شده‌است.